# Еуропа Ностра
Еуропа Ностра (лат. Europa nostra — наша Европа) јесте пан-европска федерација за очување културног наслеђа, представља глас константно растућег покрета европског цивилног друштва активног у области очувања културног и природног наслеђа. Она је глас наведеног покрета при релевантним међународним телима, нарочито при Европској унији, Савету Европе и УНЕСКО-у. Она има консултативни статус при УНЕСКО-у и препознаје се као њен НВО партнер.
Мрежа Еуропа Ностре покрива преко педесет земаља широм европе, а и шире. Састављена је од преко 250 организација чланица (што фондација што удружења који заједно броје преко пет милиона људи), 150 повезаних организација (државни органи, локалне власти и корпорације) и такође 1500 појединачних чланова који директно подржавају мисију Еуропа Ностре.
Главни циљ Еуропа Ностре је да се културно наслеђе и његове добробити уврсте у свест јавности и да оно постане приоритет јавне политике, како на европском тако и на националним нивоима. Специфични циљеви ове организације су промовисање, на европском нивоу, високих стандарда квалитета у области културног наслеђа, архитектуре, урбанизма и руралног планирања и да се залаже за уравнотежен и одржив развој урбаних и руралних, изграђених и природних окружења. Еуропа Ностра такође настоји да укаже на значај културног наслеђа као градивног елемента европског идентитета и као допринос јачању осећаја европског држављанства
Еуропа Ностра је основана 1963 на иницијативу Италија Ностре, као одговор на озбиљну претњу опстанку Венеције, изазвану редовним поплавама. У 1991 се спојила са Internationales Burgen Institut (Међународни институт за дворце) који је независно основан 1949.
Тренутно Еуропа Ностром председава светски познати тенор, Маестро Пласидо Доминго а функцију извршног председника носи Денис де Кергорлај. Ранији председници су Њено Краљевско Височанство, Инфанта Дона Пилар де Борбон (2007-2009) која је наследила Његово Краљевско Височанство, Хенриха, Принца Данске (1990-2007) пре кога је председавацо холанђанин Ханс де Костер (1984-1990).
Њене активности су координисане од стране Међународног секретаријата са седиштем у Хагу (Холандија) на челу кога је Генерални цекретар Снешка Quaedvlieg-Михаиловић. У неколико земаља, Међународни секретаријат је потпомогнут националним секторима Еуропа Ностре као што су Италиа Ностра, Босна и Херцеговина Ностра, итд.
Главне активности Еуропа Ностре су:
1. делање у својству представника лобија за културно наслеђе у Европи;
2. слављење и промовисање изврсних достигнућа кроз Награде Европске уније за културно наслеђе / Еуропа Ностра награде
3. штићење Европских културних локација, споменика и пејзажа који су у непосредној опасности, и
4. одржавање мреже партија заинтересованих за очување Европског културног наслеђа.

## Утицај на политику
Делујући као истински лобиста европског културног наслеђа, Еуропа Ностра се труди да обезбеди адекватну подршку за културно наслеђе у различитим областима европке политике одлучивања и финансирања. Она такође заговара потребу да се културно наслеђе узме у обзир приликом формулисања и имплементације свих европских и националних политика које имају утицај, било директан или индиректан, на наслеђе. Она такође настоји да истакне важност и специфичност карактера културног наслеђа у оквиру шире културное и политичке агенде важних међународниx партнера: Европске уније, Савета Европе и УНЕСКО-a.
Током Конгреса европског наслеђа одржаног у Амстердаму у Јуну месецу 2011, Еуропа Ностра и 27 других Европских и међународних мрежа и организација активних у широј сфери културног наслеђа су одлучиле да направе Алијансу европског наслеђа 3.3.
У марту 2010 Еуропа Ностра је отворила канцеларију у Бриселу која је задужена да координира лоби Еуропа Ностре у институцијама ЕУ и при другим европским и међународним телима са седиштем у Бриселу, Стразбуру.

## Награда Европске уније за културно наслеђе
Додела Награде Европске уније за културно наслеђе / Еуропа Ностра Авардс је прослава изврсних достигнућа у пољу конзервације знаменитости културног наслеђа, што подразумева рестаурације зграда и/или адаптирање истих новим потребама, рехабилитације урбаних и руралних пејзажа, интерпретације археолошких налазишта, и бригу о уметничким колекцијама. Штавише, тим путем Еуропа Ностра наглашава важност истраживања, посвећеног рада у пољу конзервације културног наслеђа од стране индивидуа или организација, и едукативних пројеката који се баве напоменутом темом.
Доделе награда су подржане од стране Европске комисије у оквиру Културног програма Европске уније. Еуропа Ностра их организује од 2002.
Шема награда има за циљ да промовише високе стандарде и висок ниво способности у пракси конзервације, као и да стимулише прекограничну размену модела очувања наслеђа. Путем ширења доброг примера доделе награда такође имају за циљ да подстакну даље напоре и пројекте у домену Европског културног наслеђа.
Еуропа Ностра је главни партнер манифестације „Најбоље од наслеђа“, годишње презентације награђених пројеката у домену музеја, конзервације и наслеђа која се одржава током друге половине Септембра у светском граду наслеђа, Дубровнику.

## Наслеђе у опасности
Еуропа Ностра подржава како националне тако и међународне кампање које подстичу очување и рестаурацију Европског наслеђа које је у опасности.
У последњих неколико година Еуропа Ностра се више пута оглашавала у сврху спасавања споменика, локација и пејзажа од важности као што су:
- Подручје Росиа Монтане (Трансилванија, Румунија) где су културно наслеђе и природна средина у опасности због предложене изградње отвореног рудника злата.[7]
- Римско археолошко налатиште Аллианои (Турска) које је у опасности услед изградње бране за наводњавање (налазиште је тренутно поплављено).[8][9][10]
- Културни пејзаж Мох Сен Мишела (Нормандија, Француска) чијој визуелној летопи прети планирана градња гигантских турбина на ветар.[11]
- Италијански историјски градови, углавном у Емилија-Ромања региону, који су у Мају 2012 погођени земљотресима.[12]
- Древни град Л’Аквила и препознатљива околна села (Абруцо регион, Италија) који су у неповољној ситуацији услед разарања различитог степена која су се догодила услед земљотреса који се догодио у априлу 2008. године;
- Дрвени град Фамагуста (Кипар), угрожен услед занемаривања изазваног продуженим политичким конфликтима.
- Остаци Берлинске средњовековне Градске скупштине, као и историјски фењери тога града који су под претњом услед нових инфракструктурних радова.
- у Милану која је уопасности услед предложене изградње подземног паркинга испод исте.

## Пан-европска мрежа
Еуропа Ностра служи као платформа преко које они који се занимају за питања конзервације, образовања, истраживања, комуникације и интерпретације наслеђа могу да размењују податке. Она омогућује професионалцима, волонтерима и ентузијастима широм Европе да се повежу, дебатирају и међусобно инспиришу. Такође је у контакту са разним актерима ове приче, били они ствараоци политике тј. прописа, друге организације или међународне мреже организација активних на пољу културног наслеђа, студенти и млади професионалци или пак шира јавност. Еуропа Ностра је партнер Википедијиног фото такмичења под називом Wiki Loves Monuments (Вики воли споменике) .
Еуропа Ностра организује Конгрес о европском наслеђу на годишњој бази, који обухвата јавни форум на разноразне теме које су од важности за целу Европу. Такође организује и мање састанке и дебате на националном, регионалном и локалном нивоу са НВО који се баве културним наслеђем широм европе. Поред тога, Научни савет Еуропа Ностре организује годишњи конгрес у сврху промовисања и координирања научног изучавања древних структура и утврђења европе.

### Скорашњи конгреси и форуми
- Лисабон, Јун 2012 - „Спасавање угроженог европског наслеђа"
- Амстердам, Јун 2011 - „Волонтери: Додатна вредност за европско наслеђе"
- Истанбул, јун 2010 - Вишеструки идентитети, заједничко наслеђе
- Таормина, јун 2009 – Сачувајмо мале историјске градове и села Европе и њихове околне пределе
- Стокхолм, јун 2007 - „Додај модернизам! Модернистичка архитектура и површине као културно наслеђе Европе!"
- Каниси / Париз, новембар 2006 - „Културно наслеђе на Косову: Од јабуке раздора до ферментира помирења"
- Валета, мај 2006 - „Културни туризам: Његово подстицање и контрола"
- Брисел, децембар 2005 - „Културно наслеђе је битно за Европу"
- Берген, јун 2005 - „Очување приморске баштине"
- Хаг, октобар 2004 - „Наслеђе и образовање - Европска перспектива"

### Недавни колоквијуми научног савета
- Никозија (Кипар), 2011 - „Побољшање и конзервација наслеђа у бившим конфликтним зонама“
- Истанбул (Турска), 2010 - „Поновна употреба древних утврђених несеља у периоду од средњег века до савременог доба"
- Родос (Грчка), 2009 - „Руководство монументалне животне средине и њених знаменитости; утврђени средњовековни град Родос"
- Килкени (Ирска), 2008 - „Куле и мањи замци"
- Београд и Петроварадин (Србија), 2007 - „Утврђења у доба Ваубана“
- Марксбург / Браубах на Рајни, 2006 - „Реконструкција или изградња нових средњовековних двораца у 19. веку"
- Сибињ, 2005 - „Утврђене цркве и манастири"
- Фигерес и Росес, 2004 - „Поновно коришћење вишка великих европских војних комплекса"

## Публикације
Еуропа Ностра објављује годишњи часопис под називом ’Наслеђе у покрету’ (ISSN 1871-417X), који се до свог рестилизовања 2010. године звао 'Преглед европске културне баштине'. Овај часопис садржи чланке који се односе на актере и иницијативе у пољу културног наслеђа у земљи у којој се те године одржава конгрес Еуропа Ностре.
Научно веће Еуропа Ностре је укупно објавило 64 томова свог Hаучог билтена.

## Чланство
Еуропа ностра је непрофитна организација; издржава се путем чланарине коју чланови плаћају, и путем донација, што од стране Европске комисије, што од стране државних органа и независних подржаваоца и спонзора.
Може се постати члан Еуропа Ностре на неколико начина:
- Невладине и непрофитне организације које се баве баштином на европском, националном, регионалном или локалном нивоу могу да се пријаве да постану чланице организације.
- Јавна или приватна профитирајућа тела могу да поднесу захтев да постану сарадници организације.
- Појединци који желе да подрже акцију Еуропа Ностре могу постати независни чланови.

Федерација окупља своје чланове на годишњем конгресу, који се сваке године одржава на другој локацији широм Европе. Еуропа Ностра придаје посебан значај изградњи капацитета цивилног друштва да се бави питањима наслеђа, посебно у централној и источној Европи.

## Управа
- Погледајте структуру управљања
- Председник, Плацидо Доминго
- Извршни председник, Денис де Кергорлаи (СР)
- Извршни потпредседник, Џон Сел (Уједињено Краљевство)
- Благајник, г Ралф Рогар (Mr Roelf Rogaar) (НЛ)
- Вице Председници:
  -  (Коста Карас (ГР))
  -  (Федерико Гуасти (ИТ))
  -  (Војвода од Сан Карлоса(ЕС))
  -  (Александар, принц од Сајн-вигенштајн-Сајна (ДЕ))
- Генерални секретар, госпођа Снешка Михаиловић-Куаедвлиег (Quaedvlieg) (НЛ / СРБ)

Главни управни органи: 
- Генерална скупштина
- Савет
- Одбор